# Relais 4 x 100 mètres nage libre féminin aux Jeux olympiques d'été de 2024
Cet article traite de l'épreuve féminine. Pour la compétition masculine, voir Relais 4 x 100 mètres nage libre masculin aux Jeux olympiques d'été de 2024.
Navigation
Tokyo 2020 Los Angeles 2028
Le Relais 4 × 100 mètres nage libre féminin est une épreuve de natation des Jeux olympiques d'été de 2024 qui a lieu le 27 juillet 2024 à la Paris La Défense Arena. 

## Médaillées
| Or | Or               | Argent | Argent           | Bronze                                                                    | Bronze           |
| Australie- Mollie O'Callaghan - Shayna Jack - Emma McKeon - Meg Harris - Olivia Wunsch - Bronte Campbell | 3 min 28 s 92 OR | États-Unis- Kate Douglass - Gretchen Walsh - Torri Huske - Simone Manuel - Abbey Weitzeil - Erika Connolly | 3 min 30 s 20 AM | Chine- Yang Junxuan - Cheng Yujie - Zhang Yufei - Wu Qingfeng - Yu Yiting | 3 min 30 s 30 AS |

## Records
Avant cette compétition, les records dans cette discipline sont :
| Record du monde  | 3 min 27 s 96 | Australie- Mollie O'Callaghan - Shayna Jack - Meg Harris - Emma McKeon | 23 juillet 2023 | Fukuoka, Japon |
| Record olympique | 3 min 29 s 69 | Australie- Bronte Campbell - Meg Harris - Emma McKeon - Cate Campbell  | 25 juillet 2021 | Tokyo, Japon   |

## Calendrier
| Date              | Horaire | Manche |
| ----------------- | ------- | ------ |
| Samedi 27 juillet | 11 h 00 | Séries |
| Samedi 27 juillet | 20 h 30 | Finale |

## Résultats détaillés
Les huit meilleurs temps se qualifient pour la finale (F).
| Rang | Série | Ligne | Pays            | Athlètes | Temps         | Remarque |
| ---- | ----- | ----- | --------------- | --- | ------------- | -------- |
| 1    | 2     | 4     | Australie       | Olivia Wunsch (53 s 94) Bronte Campbell (53 s 46) Meg Harris (52 s 23) Emma McKeon (51 s 94)                       | 3 min 31 s 57 | F        |
| 2    | 1     | 4     | États-Unis      | Abbey Weitzeil (53 s 60) Simone Manuel (53 s 23) Erika Connolly (53 s 83) Kate Douglass (52 s 63)                  | 3 min 33 s 29 | F        |
| 3    | 2     | 5     | Chine           | Cheng Yujie (53 s 95) Wu Qingfeng (53 s 84) Yu Yiting (54 s 05) Yang Junxuan (52 s 47)                             | 3 min 34 s 31 | F        |
| 4    | 2     | 3     | Suède           | Michelle Coleman (53 s 92) Sarah Sjöström (51 s 99) Sara Junevik (54 s 09) Sofia Åstedt (54 s 35)                  | 3 min 34 s 35 | F        |
| 5    | 2     | 2     | France          | Beryl Gastaldello (53 s 54) Mary-Ambre Moluh (53 s 49) Lison Nowaczyk (54 s 67) Charlotte Bonnet (53 s 55)         | 3 min 35 s 25 | F        |
| 6    | 2     | 6     | Canada          | Penny Oleksiak (53 s 78) Mary-Sophie Harvey (54 s 15) Brooklyn Douthwright (53 s 81) Taylor Ruck (53 s 55)         | 3 min 35 s 29 | F        |
| 7    | 1     | 5     | Grande-Bretagne | Anna Hopkin (54 s 08) Eva Okaro (53 s 84) Lucy Hope (54 s 74) Freya Anderson (53 s 47)                             | 3 min 36 s 13 | F        |
| 8    | 1     | 6     | Italie          | Sofia Morini (53 s 92) Chiara Tarantino (54 s 14) Sara Curtis (53 s 93) Emma Virginia Menicucci (54 s 29)          | 3 min 36 s 28 | F        |
| 9    | 1     | 3     | Pays-Bas        | Tessa Giele (55 s 24) Kim Busch (54 s 86) Sam van Nunen (54 s 26) Marrit Steenbergen (52 s 42)                     | 3 min 36 s 78 |          |
| 10   | 2     | 1     | Hongrie         | Petra Senánszky (54 s 91) Lilla Minna Ábrahám (54 s 36) Panna Ugrai (54 s 25) Nikolett Pádár (53 s 81)             | 3 min 37 s 33 |          |
| 11   | 1     | 1     | Danemark        | Signe Bro (55 s 45) Julie Kepp Jensen (54 s 52) Elisabeth Sabroe Ebbesen (55 s 10) Martine Damborg (54 s 45)       | 3 min 39 s 52 |          |
| 12   | 2     | 7     | Brésil          | Ana Carolina Vieira (54 s 81) Stephanie Balduccini (53 s 83) Giovana Reis (55 s 73) Maria Paula Heitmann (56 s 23) | 3 min 40 s 60 |          |
| 13   | 1     | 2     | Pologne         | Katarzyna Wasick (54 s 71) Kornelia Fiedkiewicz (54 s 82) Julia Maik (55 s 57) Zuzanna Famulok (55 s 57)           | 3 min 40 s 67 |          |
| 14   | 2     | 8     | Slovénie        | Neža Klančar (54 s 29) Janja Šegel (55 s 22) Katja Fain (55 s 43) Tjaša Pintar (56 s 35)                           | 3 min 41 s 29 |          |
| 15   | 1     | 7     | Hong Kong       | Natalie Kan (56 s 91) Tam Hoi Lam (55 s 01) Camille Cheng (55 s 12) Stephanie Au (55 s 38)                         | 3 min 42 s 42 |          |
| 16   | 1     | 8     | Irlande         | Danielle Hill (55 s 61) Grace Davison (55 s 44) Erin Riordan (55 s 95) Victoria Catterson (55 s 67)                | 3 min 42 s 67 |          |

| Rang                                | Ligne | Pays            | Athlètes                                                                                                  | Temps         | Remarque |
| ----------------------------------- | ----- | --------------- | --- | ------------- | -------- |
| Médaille d'or, Jeux olympiques      |       | Australie       | Mollie O'Callaghan (52 s 24) Shayna Jack (52 s 35) Emma McKeon (52 s 39) Meg Harris (51 s 94)             | 3 min 28 s 92 | OR       |
| Médaille d'argent, Jeux olympiques  |       | États-Unis      | Kate Douglass (52 s 98) Gretchen Walsh (52 s 55) Torri Huske (52 s 06) Simone Manuel (52 s 61)            | 3 min 30 s 20 | AM       |
| Médaille de bronze, Jeux olympiques |       | Chine           | Yang Junxuan (52 s 48) Zhang Yufei (52 s 76) Wu Qingfeng (52 s 75) Cheng Yujie (52 s 31)                  | 3 min 30 s 30 | AS       |
| 4                                   |       | Canada          | Margaret MacNeil (53 s 31) Taylor Ruck (53 s 20) Summer McIntosh (53 s 22) Penny Oleksiak (53 s 26)       | 3 min 32 s 99 |          |
| 5                                   |       | Suède           | Sarah Sjöström (52 s 53) Michelle Coleman (52 s 98) Sara Junevik (54 s 41) Louise Hansson (53 s 87)       | 3 min 33 s 79 |          |
| 6                                   |       | France          | Beryl Gastaldello (53 s 83) Charlotte Bonnet (54 s 14) Mary-Ambre Moluh (53 s 37) Marie Wattel (53 s 65)  | 3 min 34 s 99 |          |
| 7                                   |       | Grande-Bretagne | Anna Hopkin (53 s 31) Eva Okaro (53 s 75) Lucy Hope (54 s 95) Freya Anderson (53 s 24)                    | 3 min 35 s 25 |          |
| 8                                   |       | Italie          | Sofia Morini (54 s 16) Chiara Tarantino (54 s 27) Sara Curtis (54 s 24) Emma Virginia Menicucci (53 s 84) | 3 min 36 s 51 |          |